# Brane Rončel
Brane (Branko) Rončel, slovenski radijski in televizijski voditelj ter organizator, * ?
Rončel, poznavalec jazza, je znan po televizijski oddaji Brane Rončel izza odra, ki so jo predvajali na nacionalni televiziji, in številnih radijskih oddajah na Radiu Maribor, Valu 202, Radiu Študent, MARS, Radiu Celje, Radiu Kranj ter Radiu Koper. V njegovi oddaji je gostovalo mnogo vidnejših predstavnikov svetovne jazz scene. Bil je tudi umetniški vodja Jazz festivala v Mariboru in Ljubljani. Poleg organizacije koncertov in pogovorov z glasbeniki je tudi avtor scenografij oz. likovne podobe teh koncertov.